# Blågrått jordfly
Blågrått jordfly, Xestia ashworthii, är en fjärilsart som först beskrevs av Henry Doubleday 1855.  Blågrått jordfly ingår i släktet Xestia, och familjen nattflyn, Noctuidae.  Enligt rödlistan i respektive land är arten nära hotad, NT, i både Sverige och Finland. Artens livsmiljö är hedskog, främst tallskog gärna kalkhaltig men även Löv-/barrblandskog. Fyra underarter finns listade i Catalogue of Life, Xestia ashworthii artvina de Freina & Hacker, 1985, Xestia ashworthii candelarum Staudinger, 1871, Xestia ashworthii jotunensis Schøyen, 1887 och Xestia ashworthii lactescens Turati, 1919.

## Bildgalleri

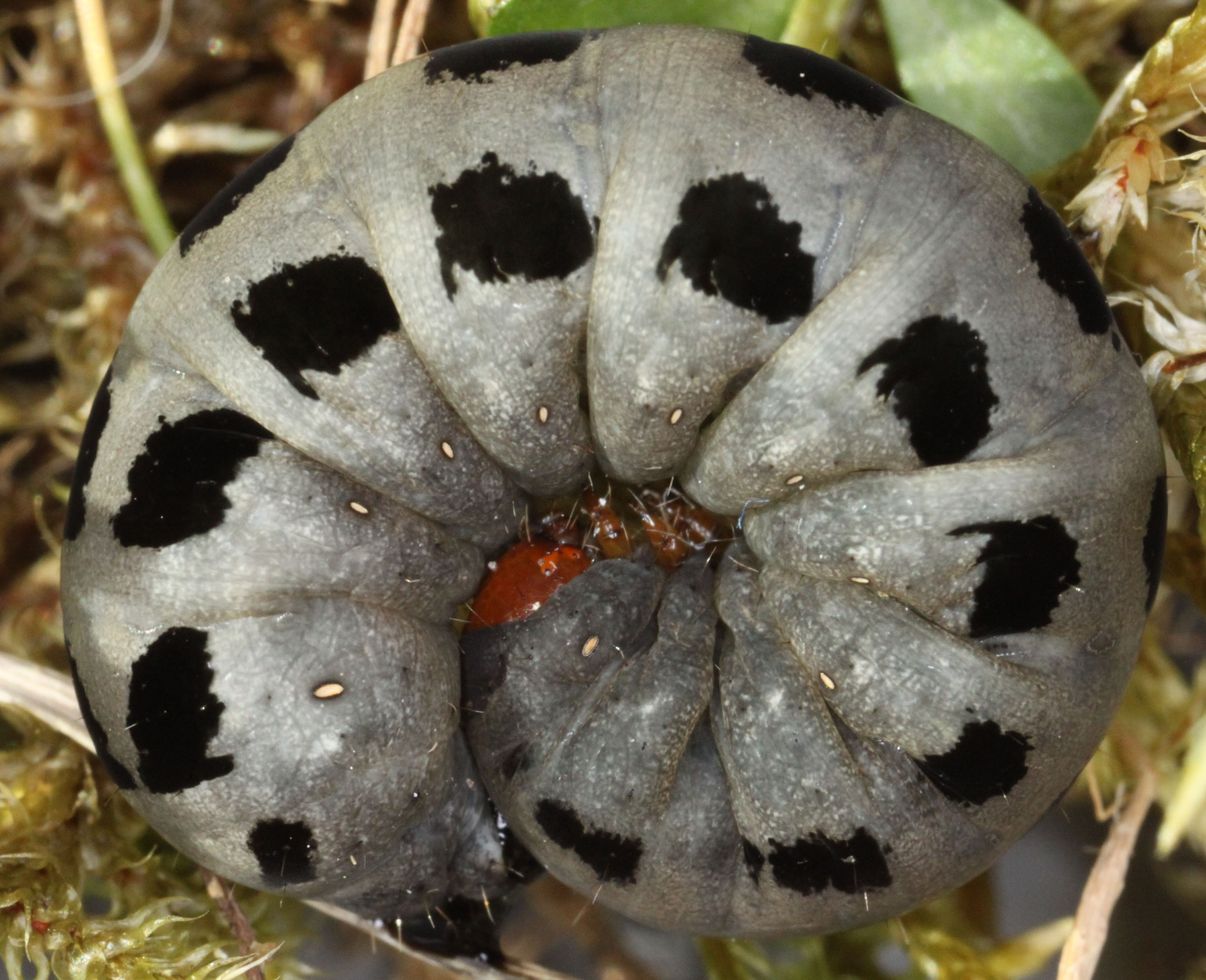
Fjärilens larv
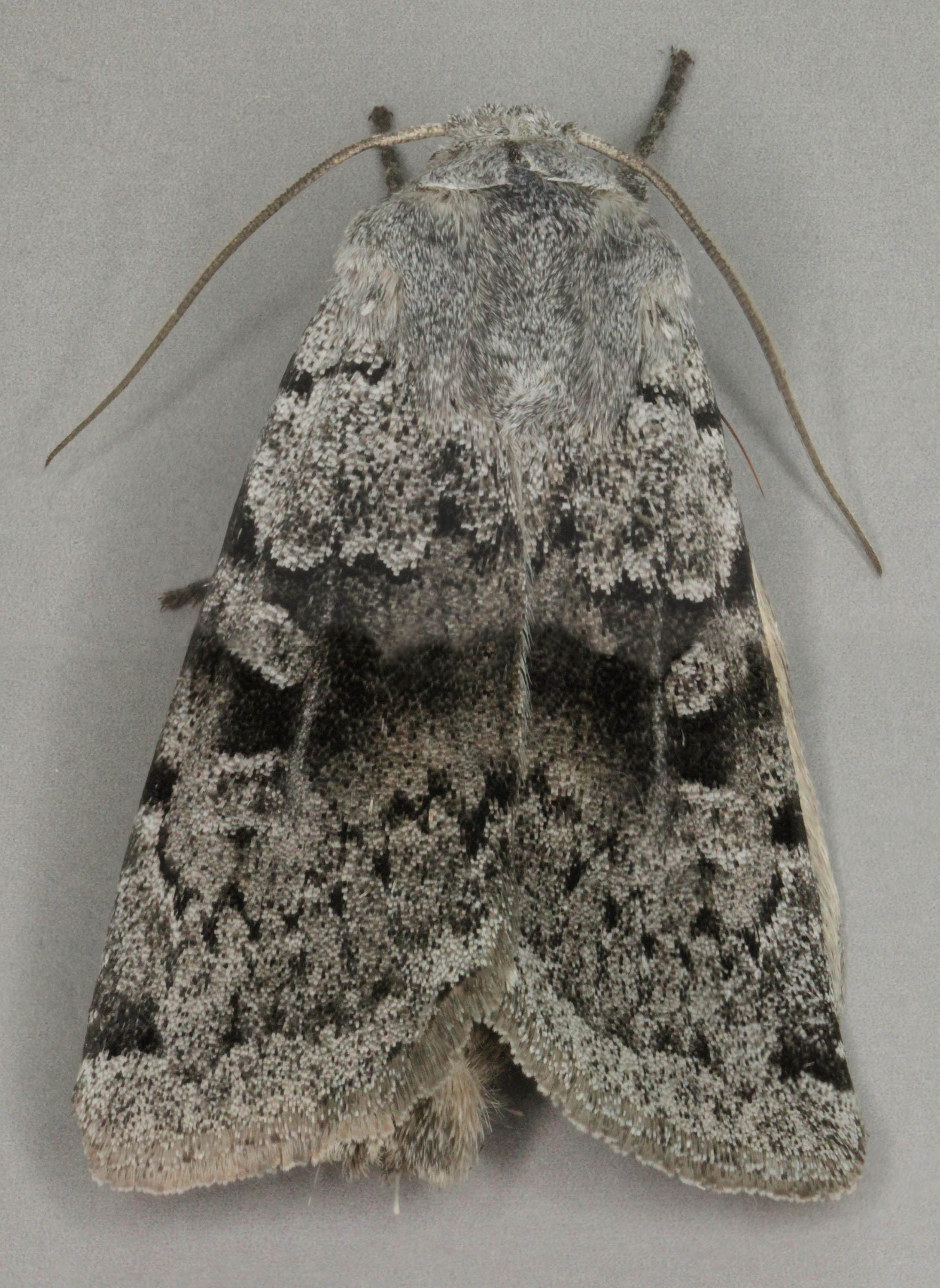
Imago fjäril
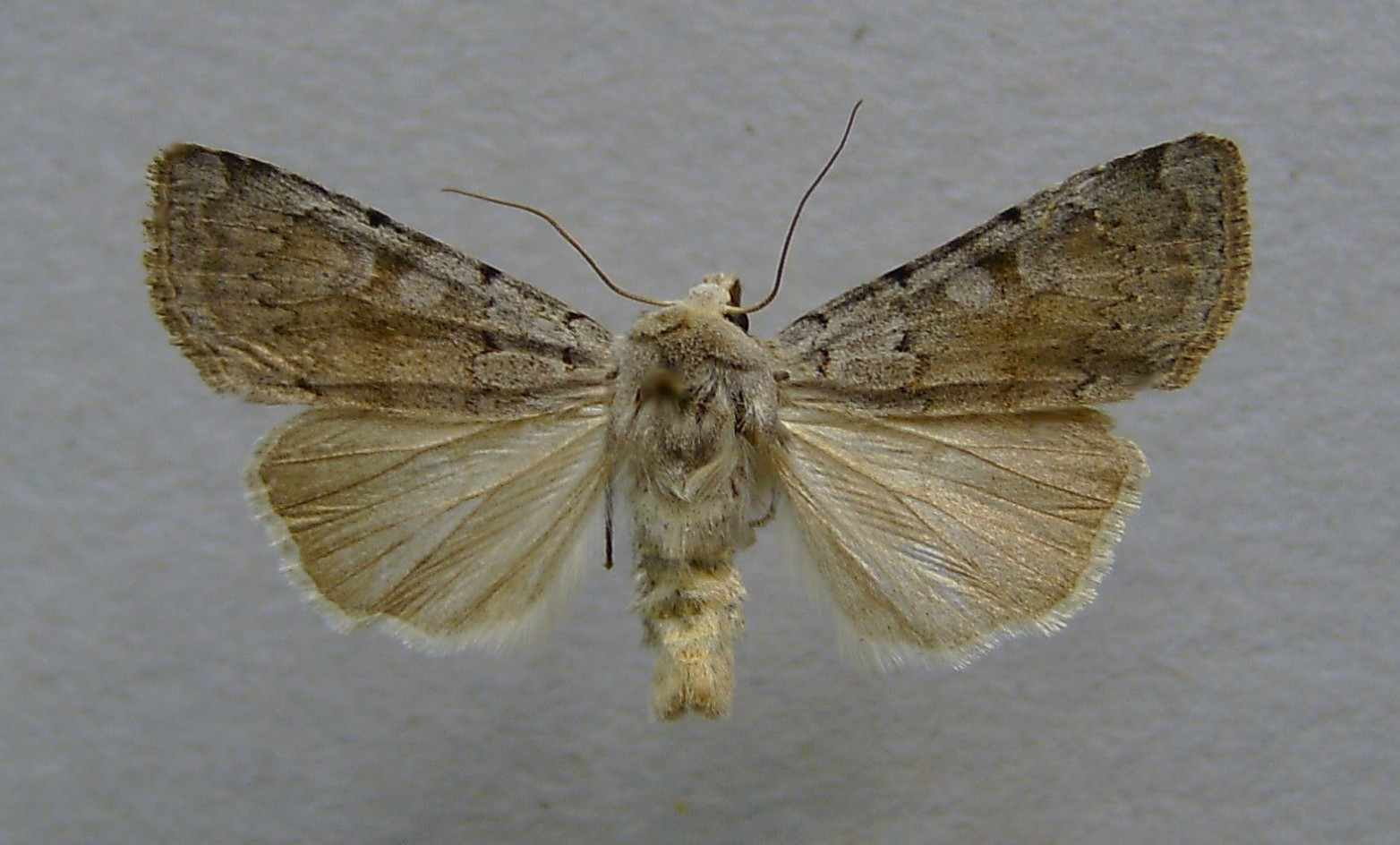
Preparerad (uppnålad) imago fjäril